# Stamhuset Lundsgaard
Stamhuset Lundsgård blev oprettet 15. januar 1768 af Jens Juel til Lundsgård for sin datter Elisabeth Juel, gift med Christian lensgreve Ahlefeldt, og visse af hendes børn og deres afkom.
Stamhuset bestod af Lundsgård Hovedgård, Jershauge ager og eng med tilhørende kirketiende og bøndergods.
Stamhuset blev ophævet i 1927 efter lensafløsningen i 1919.

## Besiddere af Stamhuset Lundsgård
- 1768-1803 Elisabeth Jensdatter Juel, gift lensgrevinde Ahlefeldt-Laurvig
- 1803-1877 Christian Johan Frederik lensgreve Ahlefeldt-Laurvig
- 1877-1927 Frederik Ludvig Vilhelm lensgreve Ahlefeldt-Laurvig